# Vinilacetilén
A vinilacetilén szerves vegyület, képlete C4H4. Színtelen gáz, régebben a műanyaggyártásban használták. Alkin- és alkénfunkciót is tartalmaz, a legegyszerűbb enin.
Rendkívül veszélyes anyag, mivel kellően nagy koncentrációban (jellemzően >30 mol%, de ez a nyomástól is függ) önrobbanásra képes (levegő jelenléte nélkül is felrobbanhat), különösen nagyobb nyomáson, mint ami a C4 szénhidrogéneket feldolgozó vegyi üzemekben is szokásos. Ilyen robbanás történt 1969-ben Texas City-ben (USA) a Union Carbide üzemében.

## Szintézise
Elsőként Hofmann-eliminációval állították elő a megfelelő kvaterner ammóniumsóból:
[(CH3)3NCH2CH=CHCH2N(CH3)3]I2  →  2 [(CH3)3NH]I  +  HC≡C-CH=CH2
Többnyire az 1,3-diklór-2-butén dehidrohalogénezésével állítják elő. További szintézisútja az acetilén dimerizációja vagy az 1,3-butadién dehidrogénezése.

## Felhasználása
Régebben a kloroprén (2-klór-1,3-butadién) – az egyik iparilag jelentős monomer – előállítását vinilacetilén köztitermékeken keresztül végezték. Ebben az eljárásban az acetilén dimerizálásával vinilacetilént állítottak elő, melyet hidrogén-kloriddal reagáltatva –  1,4-addícióval – 4-klór-1,2-butadiént nyertek. Ez az allénszármazék aztán réz(I)-klorid jelenlétében átrendeződve 2-klór-1,3-butadiénné alakul:
H2C=CH-C≡CH  +  HCl   →   H2ClC-CH=C=CH2
H2ClC-CH=C=CH2   →   H2C=CH-CCl=CH2

## Fordítás
Ez a szócikk részben vagy egészben  a   Vinylacetylene című angol Wikipédia-szócikk ezen változatának fordításán alapul.  Az eredeti cikk szerkesztőit annak laptörténete sorolja fel. Ez a jelzés csupán a megfogalmazás eredetét és a szerzői jogokat jelzi, nem szolgál a cikkben szereplő információk forrásmegjelöléseként.